# Lægehundetunge
Hundetunge (Cynoglossum officinale) - også kaldet lægehundetunge - er en opretvoksende, urteagtig plante med stiv behåring og blomster, der skifter farve fra rød til blå. Planten forekommer hist og her i det østlige Danmark, men er sjælden i Jylland.

## Kendetegn
Hundetunge er en toårig, urteagtig plante med en opret og forgrenet vækst. Stænglerne er stivhårede med spredtstillede, helrandede og smalt ægformede blade. Begge bladsider er græsgrønne og stift behårede. Undersiden er en smule lysere end oversiden. Blomstringen foregår i juni-juli, hvor man finder blomsterne samlet i endestillede stande. De enkelte blomster er regelmæssige og 5-tallige med kronblade, der først er røde, senere violette og til sidst blå. Frugterne er stivhåredt spaltefrugt med fem dele.
Rodsystemet består af en kraftig pælerod med et vidt udbredt og dybtgående rodnet.
Hundetunge når en højde på ca. 50 cm , mens bredden er ca. 30 cm.

## Hjemsted
Hundetunge er hjemmehørende i det meste af Europa, og den er naturaliseret i Nordamerika. Arten er knyttet til lysåbne voksesteder med tør og veldrænet og mineralrig jord. I Danmark findes den hist og her i de østlige dele, mens den er sjælden i Jylland.
På de ældre stenvolde, som har dannet Krageø ved Sejrøbugtens kyst findes arten i et strandoverdrev sammen med bl.a. almindelig kællingetand, alm. pimpinelle, alm. røllike, bakkenellike, dansk astragel, engelskgræs, fåresvingel, gul snerre, harekløver, nikkende limurt, sandløg, sandstar, sølvpotentil, tidlig dværgbunke, tjærenellike, vellugtende gulaks og vårpotentil

## Galleri
- Vækstform
- Blade
- Blomsterstand
- Frugter
- Habitat